# ウイネン
海の妃ウイネン（Uinen the Lady of the Seas）は、J・R・R・トールキンの中つ国を舞台とした小説、『シルマリルの物語』の登場人物。マイアールのひとり。
水の王ウルモの臣下で、中つ国沿岸の海を治めるオッセの妻。その髪は中つ国の海という海を覆い、彼女は海に棲む全ての生物と、そこに育つ植物の全てを愛する。

## オッセの妻
オッセとウイネンは水の王ウルモの臣下であった。アルダの創造のとき、メルコールに誘惑されたオッセは、海を荒らして陸を害した。アウレはウイネンにオッセを抑えるように求め、ウイネンはオッセを連れてウルモの前へ出た。ウルモの前でオッセは再び忠誠を誓い、かれは許された。

## テレリの友
クイヴィエーネンからの旅を続け、ベレリアンドの西岸、シリオンの河口近くに辿りついたけたテレリは、オルウェを王にかつぎ、西岸に留まった。ウイネンは夫のオッセとともに、かれらを助けた。
後にアルクウァロンデにおいて、フェアノール率いるノルドールによる、オルウェの民の殺害がおこると、オルウェはオッセに助けを求めたが、かれは来なかった。ヴァラールは、オッセがノルドールの帰還を妨げることを、禁じたためである。しかしフェアノールの船団はウイネンの怒りを受け、多くの船と船乗りを失った。 

## ヌーメノールとウイネン
ヌーメノール人の船乗りたちは、嵐を好むオッセが荒ぶる時には、ウイネンに呼びかけて助けを求めた。彼女はオッセを宥め、波を鎮めることができたため、ヌーメノール人の崇拝を集めた。彼女はヴァラールにも劣らぬほど崇められており、ヌーメノール人の航海者の結社は自分たちをウイネンディリ(Uinendili、ウイネンを愛する者達の意)と呼んだ。

## 初期稿におけるウイネン
『中つ国の歴史』シリーズによると、ウイネンを夫のオッセ共々ヴァラールであるとする構想があった。それ以前の極めて初期の構想では、ウイネンはその名をÓnenまたはÚnenもしくはOinenとされ、また初期のヴァラールの名前のリストにはÓnenをSolórëもしくはUiと書いたものもあり、この頃の彼女の称号は「海の妃」(the Lady of the Seas)ではなく、「人魚の女王」(Queen of Mermaids)とされていた。